# Phaeostigma (Pontoraphidia) ponticum
Phaeostigma (Pontoraphidia) ponticum is een kameelhalsvliegensoort uit de familie van de Raphidiidae. De soort komt voor in Turkije en Armenië.
Phaeostigma (Pontoraphidia) ponticum werd voor het eerst wetenschappelijk beschreven door Albarda in 1891.